# Bracon mendocinus
Bracon mendocinus es una especie de insecto del género Bracon de la familia Braconidae del orden Hymenoptera.
 Se encuentra en Sudamérica.

## Historia
Fue descrita científicamente por primera vez en el año 1910 por Kieffer & Jörgensen. Ahora se lo coloca en el género Allorhogas de la subfamilia Doryctinae.